# (7136) Yokohasuo
(7136) Yokohasuo est un astéroïde de la ceinture principale.

## Description
(7136) Yokohasuo est un astéroïde de la ceinture principale. Il fut découvert le 14 novembre 1993 à Fujieda par Hitoshi Shiozawa et Takeshi Urata. Il présente une orbite caractérisée par un demi-grand axe de 2,59 UA, une excentricité de 0,14 et une inclinaison de 15,5° par rapport à l'écliptique.

## Compléments